# Yllenus auspex
Yllenus auspex là một loài nhện trong họ Salticidae.
Loài này thuộc chi Yllenus. Yllenus auspex được Octavius Pickard-Cambridge miêu tả năm 1885.